# لوله پلاستیکی

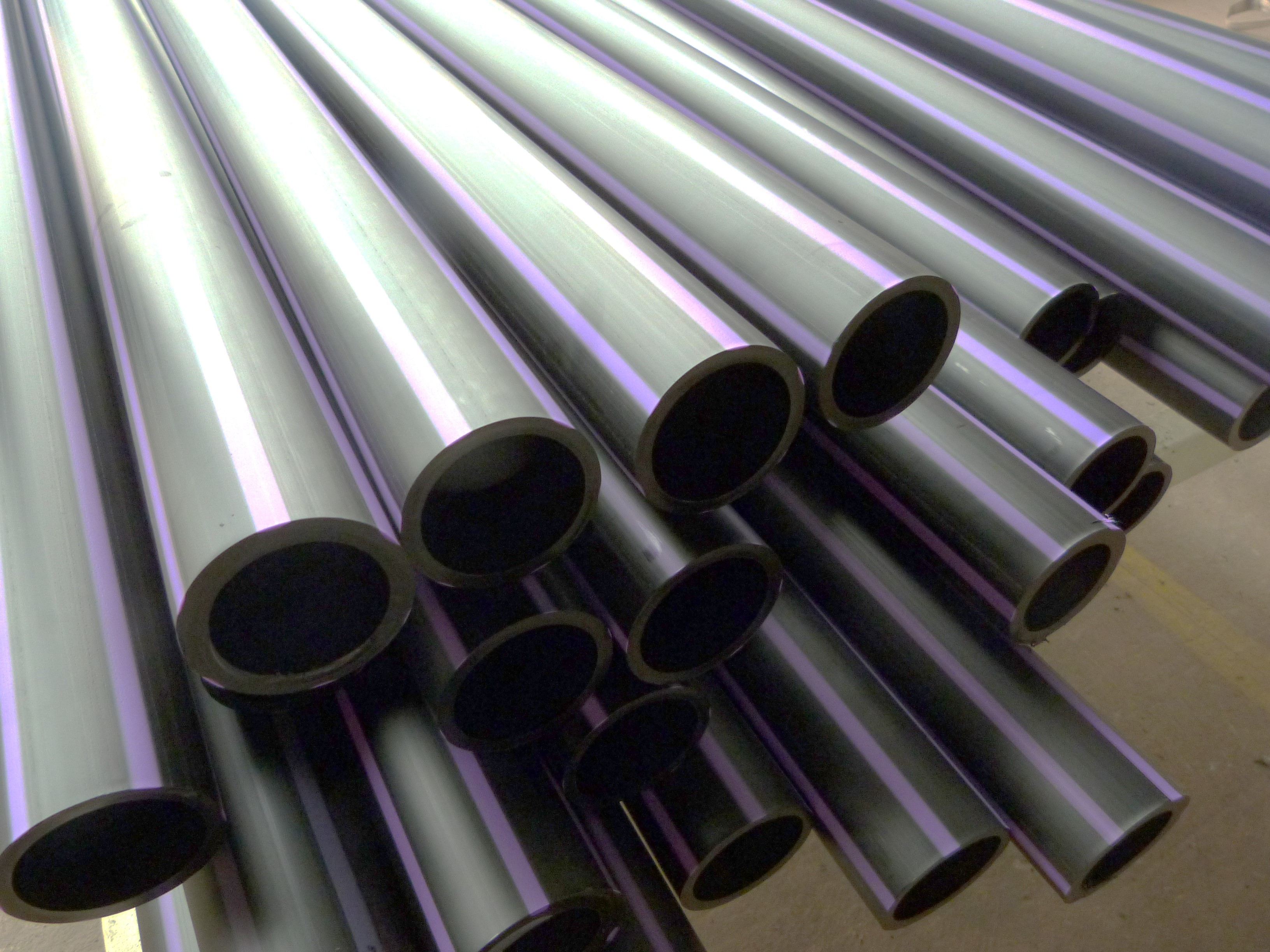
لوله‌های پلاستیکی ساخته شده در استرالیا با اکسترود مواد HDPE.

لولهٔ پلاستیکی یک لوله یا استوانهٔ توخالی است که از پلاستیک ساخته شده‌است. معمولاً، اما نه لزوماً، مقطع آن دایره‌ای است و عمدتاً برای انتقال موادی که می‌توانند جریان داشته باشند استفاده می‌شود - مایعات و گازها (سیالات)، دوغاب‌ها، پودرها و توده‌های جامدات کوچک. همچنین می‌توان از آن برای کاربردهای ساختاری استفاده کرد. لوله‌های توخالی در وزن یکسان بسیار سفت‌تر از اعضای جامد هستند.
لوله‌های پلاستیکی برای انتقال آب آشامیدنی، فاضلاب، مواد شیمیایی، سیالات گرمایشی و سیالات خنک‌کننده، مواد غذایی، مایعات فوق خالص، دوغاب‌ها، گازها، هوای فشرده، آبیاری و کاربردهای سیستم خلاء استفاده می‌شود. قابل ذکر است دوغاب، ترکیبی است که از مخلوط‌کردن آب، سیمان و افزودنی‌های مورد نیاز به‌دست می‌آید که از طریق این نوع لوله ها قابل انتقال است.

## انواع
سه نوع اصلی لوله‌های پلاستیکی وجود دارد:

#### لولهٔ دیواری جامد
لوله‌های اکسترود شده متشکل از یک لایهٔ ماتریس همگن از مواد ترموپلاستیک که برای استفاده در خط لوله آماده است.

#### لولهٔ دیواری ساختاری
لوله‌ها و اتصالات دیواری ساختاری محصولاتی هستند که طراحی بهینه‌شده‌ای با توجه به استفاده از مواد برای دستیابی به الزامات فیزیکی، مکانیکی و عملکردی دارند. لوله‌های دیواری ساختاری راه‌حل‌های سفارشی سیستم‌های لوله‌کشی، برای کاربردهای مختلف و در بیشتر موارد با همکاری کاربران توسعه یافته‌اند.

#### لولهٔ مانع
لوله‌ای که دارای یک لایهٔ فلزی انعطاف‌پذیر به عنوان لایهٔ میانی سه لایه است. به عنوان مثال، از لولهٔ بازدارنده برای محافظت بیشتر از محتویات عبوری از لوله (به ویژه آب آشامیدنی) در برابر مواد شیمیایی تهاجمی یا سایر آلودگی‌ها در صورت قرار گرفتن در زمین آلوده شده، استفاده می‌شود.
بیشتر سیستم‌های لوله‌های پلاستیکی از مواد ترموپلاستیک ساخته می‌شوند. روش تولید شامل ذوب مواد، شکل‌دادن و سپس سرد کردن است. لوله‌ها معمولاً با اکستروژن تولید می‌شوند.

## استانداردها
سیستم‌های لوله‌های پلاستیکی انواع نیازها را برآورده می‌کنند. استانداردهای محصول برای سیستم‌های لولهٔ پلاستیکی در کمیتهٔ استانداردهای CEN/TC155 تهیه شده‌است. این الزامات در مجموعه‌ای از استانداردهای محصول اروپایی برای هر برنامه کاربردی همراه با ویژگی‌های خاص آنها توضیح داده شده‌است، به عنوان مثال:
- انتقال آب آشامیدنی: الزامات بهداشتی
- انتقال گاز: بالاترین الزامات ایمنی
- لوله‌های پلاستیکی برای گرمایش تابشی و گرمایش از کف: مقاومت در برابر دما در طول چندین دهه
- کاربردهای فاضلاب: مقاومت شیمیایی بالا

لوله‌های پلاستیکی قادر به برآوردن نیازهای خاص برای هر کاربرد هستند. آن‌ها این کار را در طول عمر طولانی و با قابلیت اطمینان بالا و ایمنی انجام می‌دهند. عامل کلیدی موفقیت، حفظ کیفیت سطح بالا است. برای محصولات لولهٔ پلاستیکی، این سطوح با استانداردهای مختلف تعریف می‌شوند. دو جنبهٔ اساسی برای عملکرد لوله‌های پلاستیکی مهم است: انعطاف‌پذیری و طول عمر طولانی.

## ویژگی‌های مواد

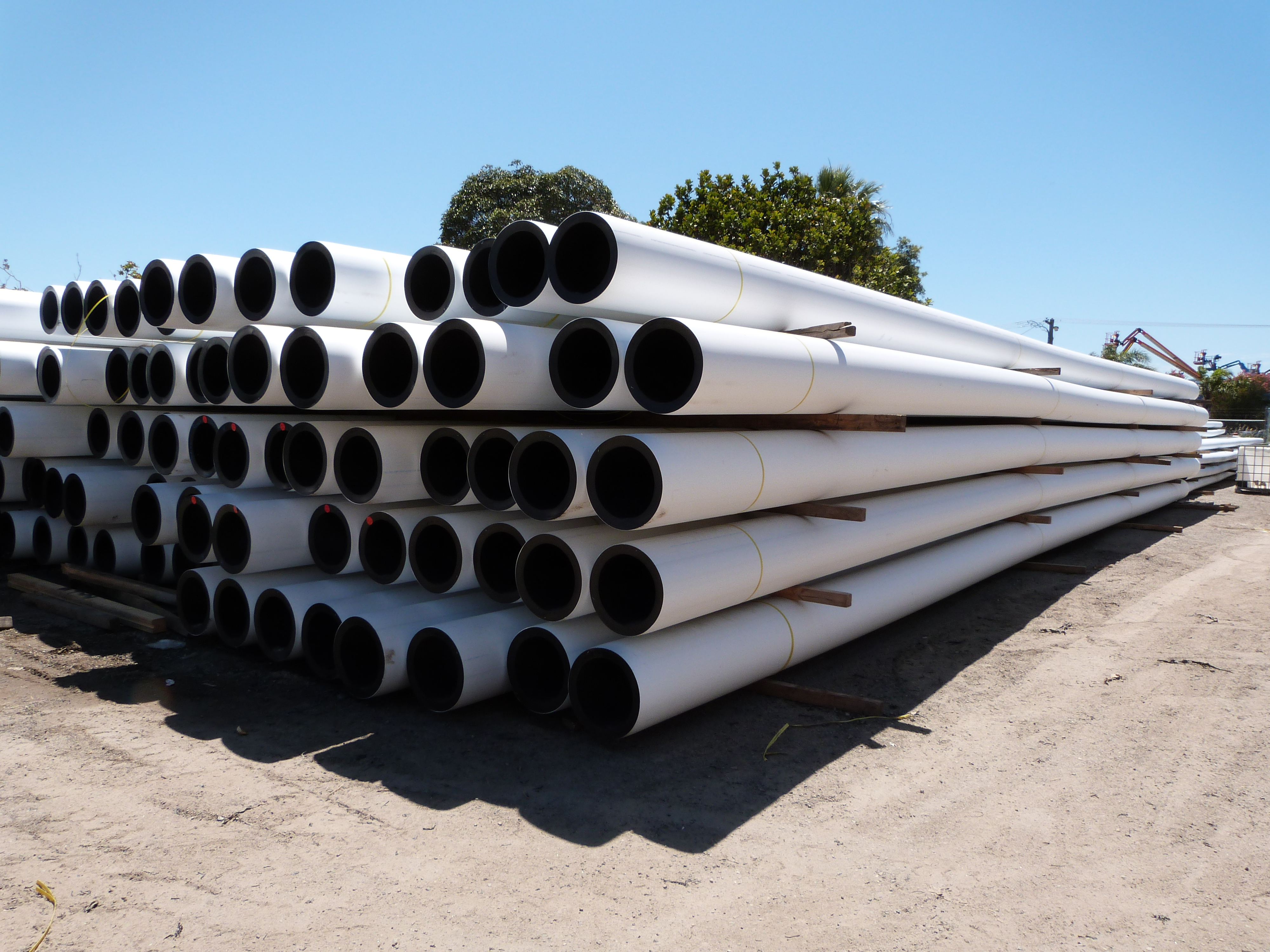
تصویر لوله

#### ABS (آکریلونیتریل بوتادین استایرن)
اکریلونیتریل بوتادین استایرن (ABS) برای انتقال آب آشامیدنی، دوغاب و مواد شیمیایی استفاده می‌شود. بیشتر برای کارهای DWV (تخلیهٔ زباله، دریچه) استفاده می‌شود. دارای محدودهٔ دمایی گسترده‌ای از ۴۰- درجهٔ سانتی‌گراد تا ۶۰+ درجهٔ سانتی‌گراد است
ABS یک مادهٔ ترموپلاستیک است و در ابتدا در اوایل دههٔ ۱۹۵۰ برای استفاده در میادین نفتی و صنایع شیمیایی توسعه یافت. تنوع مواد و مقرون به صرفه بودن نسبی آن، آن را به پلاستیک مهندسی محبوب تبدیل کرده‌است. با تغییر نسبت اجزای شیمیایی منفرد می‌توان آن را برای طیف وسیعی از کاربردها تنظیم کرد.
عمدتاً در کاربردهای صنعتی استفاده می‌شوند که در آن استحکام ضربه‌ای و استحکام بالا ضروری است.
این ماده همچنین در سیستم‌های لوله‌کشی بدون فشار برای خاک و ضایعات استفاده می‌شود.

#### CPVC (پلی‌وینیل کلراید کلردار)
پلی‌وینیل کلراید کلردار (CPVC) در برابر بسیاری از اسیدها، بازها، نمک‌ها، هیدروکربن‌های پارافینی، هالوژن‌ها و الکل‌ها مقاوم است. در برابر حلال‌ها، مواد معطر و برخی هیدروکربن‌های کلردار مقاوم نیست. این می‌تواند مایعات با دمای بالاتر از uPVC را با حداکثر دمای کار به ۲۰۰ درجه فارنهایت (۹۳٫۳ درجه سلسیوس) حمل کند. به دلیل آستانهٔ دمایی بیشتر و مقاومت شیمیایی، CPVC یکی از انتخاب‌های اصلی مواد توصیه شده در حمل و نقل آب و مایعات مسکونی، تجاری و صنعتی است.

#### HDPE (پلی‌اتیلن با چگالی بالا)
پلی‌اتیلن با چگالی بالا (HDPE) - لولهٔ HDPE، قوی، انعطاف‌پذیر و سبک است. در صورت ادغام با هم، میزان نشتی صفر دارد.

#### PB-1 (پلی‌بوتیلن)
پلی‌بوتیلن در سیستم‌های لوله‌کشی تحت فشار برای آب آشامیدنی گرم و سرد، شبکه‌های گرمایش منطقه‌ای از پیش عایق شده و سیستم‌های گرمایش و سرمایش سطح استفاده می‌شود. دارای خواص کلیدی جوش‌پذیری، مقاومت در برابر دما، انعطاف‌پذیری و مقاومت در برابر فشار هیدرواستاتیک بالا است. یک نوع استاندارد، PB 125، دارای حداقل مقاومت مورد نیاز (MRS)  معادل 12.5 مگاپاسکال است. همچنین دارای انتقال صدای کم، انبساط حرارتی خطی کم، بدون خوردگی و کلسیفیکاسیون است.
سیستم‌های لوله‌کشی PB-1 دیگر در آمریکای شمالی فروخته نمی‌شوند. سهم بازار آن در اروپا و آسیا کوچک است اما به‌طور پیوسته در حال رشد است. در برخی بازارها، به عنوان مثال کویت، بریتانیا، کره و اسپانیا، PB-1 دارای موقعیت قوی است.

#### PE (پلی‌اتیلن)
پلی‌اتیلن سال‌هاست که با موفقیت برای انتقال ایمن آب آشامیدنی و فاضلاب، زباله‌های خطرناک و گازهای فشرده استفاده می‌شود. دو نوع لوله HDPE (پلی‌اتیلن چگالی بالا) و پلی‌اتیلن مشبک مقاوم‌تر در برابر گرما (پلی‌اتیلن متقاطع، همچنین XLPE) هستند.
پلی‌اتیلن از اوایل دههٔ ۱۹۵۰ برای لوله‌ها استفاده شده‌است. لوله‌های پلی‌اتیلن به روش اکستروژن در ابعاد مختلف ساخته می‌شوند. پلی اتیلن سبک، انعطاف‌پذیر و به راحتی جوش می‌شود. روکش داخلی صاف آن ویژگی‌های جریان خوبی را تضمین می‌کند. توسعه مستمر این ماده، عملکرد آن را افزایش داده و منجر به افزایش سریع استفاده توسط شرکت‌های بزرگ آب و گاز در سراسر جهان شده‌است.
لوله‌ها همچنین در فن آوری‌های لاینینگ و بدون ترانشه استفاده می‌شوند، به اصطلاح کاربردهای بدون حفاری که در آن لوله‌ها بدون حفر ترانشه بدون هیچ گونه اختلالی در سطح زمین نصب می‌شوند. در اینجا می‌توان از لوله‌ها برای خط کشی سیستم‌های لوله قدیمی برای کاهش نشتی و بهبود کیفیت آب استفاده کرد؛ بنابراین این راه حل‌ها به مهندسان کمک می‌کند تا سیستم‌های لولهٔ قدیمی را بازسازی کنند. حفاری حداقل است و فرایند به سرعت در زیر زمین انجام می‌شود.
همچنین برای لوله پلی‌اتیلن، چندین مطالعه طول عمر مورد انتظار بیش از ۵۰ سال را نشان می‌دهند.
پلی‌اتیلن مشبک معمولاً XLPE یا PEX نامیده می‌شود. این یک ماده ترموپلاستیک است که بسته به نحوه ایجاد اتصال عرضی زنجیره‌های پلیمری به سه روش مختلف ساخته می‌شود. PEX در دهه ۱۹۵۰ توسعه یافت. از اوایل دهه ۱۹۷۰ برای لوله‌ها در اروپا استفاده شده‌است و در چند دهه اخیر به سرعت محبوبیت پیدا کرده‌است. اغلب در سیم پیچ عرضه می‌شود، انعطاف‌پذیر است و بنابراین می‌تواند بدون اتصالات در اطراف سازه‌ها هدایت شود. استحکام آن در دماهای زیر انجماد تا تقریباً جوش، آن را به یک ماده ایده‌آل برای لوله‌های تک لایه، سه لایه و لوله پنج لایه در تأسیسات آب سرد و گرم، رادیاتور و گرمایش از کف، یخ‌زدایی و خنک‌کننده سقف تبدیل می‌کند.

#### PP (پلی‌پروپیلن)
پلی‌پروپیلن برای استفاده در مواد غذایی، آب‌های آشامیدنی و فوق خالص و همچنین در صنایع دارویی و شیمیایی مناسب است.
PP یک پلیمر ترموپلاستیک ساخته شده از پلی‌پروپیلن است. اولین بار در دههٔ ۱۹۵۰ اختراع شد و از دههٔ ۱۹۷۰ برای لوله‌ها استفاده می‌شود. مقاومت بالا در برابر ضربه همراه با سفتی خوب و مقاومت شیمیایی بالا، این ماده را برای کاربردهای فاضلاب مناسب می‌کند. عملکرد خوب در محدودهٔ دمای عملیاتی تا ۶۰ درجه سلسیوس (۱۴۰ درجه فارنهایت) (پیوسته) این ماده را برای سیستم‌های تخلیهٔ داخلی خاک و زباله مناسب می‌کند. PP ویژه با رفتار دمای بالا تا ۹۰ درجه سلسیوس (۱۹۴ درجه فارنهایت) (کوتاه‌مدت) آن ماده را به انتخاب خوبی برای تأمین آب گرم داخل خانه تبدیل می‌کند.

#### انواع یوپی‌وی‌سی
بر اساس مواد استاندارد پلی‌وینیل کلراید، سه نوع دیگر در حال استفاده هستند.
یکی از انواع به نام OPVC یا PVCO نشان‌دهندهٔ نقطه عطف مهمی در تاریخ فناوری لوله‌های پلاستیکی است. این نسخه با عملکرد بالا دو محوره مولکولی استحکام بالاتر را با مقاومت در برابر ضربه اضافی ترکیب می‌کند.
یک نوع انعطاف‌پذیر MPVC، پلی وینیل کلرید اصلاح شده با اکریلیک یا PE کلر شده‌است. این ماده انعطاف‌پذیر با مقاومت در برابر شکست بالا در کاربردهایی که مقاومت بالایی در برابر ترک خوردگی نیاز است، استفاده می‌شود. در چندین مطالعه طول عمر لوله‌های UPVC بررسی شده‌است. بررسی‌های اخیر در KRV آلمان و TNO هلندی تأیید کرده‌اند که لوله‌های فشار آب UPVC، زمانی که به درستی نصب شوند، عمر مفیدی بیش از ۱۰۰ سال دارند.